# La Fontenelle (Loir-et-Cher)
La Fontenelle é uma comuna francesa na região administrativa do Centro, no departamento de Loir-et-Cher. Estende-se por uma área de 20,1 km². Em 2010 a comuna tinha 201 habitantes (densidade: 10 hab./km²).